# Тимбо, Иван Александрович
Иван Александрович Тимбо (также известен с фамилией Ким) — российский филолог корейского происхождения, синолог, профессор.

## Биография
С 1902 по 1911 год обучался в Благовещенской духовной семинарии.
Учился на филологическом факультете Варшавского университета в период его нахождения в эвакуации в Ростове-на-Дону.
С 1916 года преподавал в Благовещенской мужской гимназии. С 1917 года работал преподавателем русского языка Благовещенских педагогических курсов.
Эмигрировал в Китай, где в должности профессора возглавил синологическую кафедру богословского факультета Институт святого Владимира в Харбине. Под его руководством осуществлялась работа по совершенствованию переводов православных богослужебных текстов на китайский язык.
По некоторым данным, принял священный сан и, после возвращения в СССР, служил в Уфимской епархии. Жена — Тимбо Александра Моисеевна.